# Francisco Regis Clet
Francisco Regis Clet foi um sacerdote lazarista francês e santo mártir católico.

## Vida e obras
Tendo vivido o início da Revolução Francesa, tornou-se missionário na China a partir de 1791. Desenvolveu a sua actividade missionária em Jiangxi, em Hubei e em Hunan. Denunciado por um cristão, ele foi preso, torturado e estrangulado no dia 18 de fevereiro de 1820. Ele foi beatificado no dia 27 de maio de 1900 e canonizado juntamente com os outros 119 mártires chineses, no dia 1 de outubro de 2000, pelo papa João Paulo II.